# Наревський плацдарм
Наревський плацдарм — зведена назва для Ружанського та Сероцького плацдармів на західному (правому) березі річки Нарва (Narew) біля міст Пултуськ, Ружан та Сероцьк, котрі були захоплені підрозділами Першого Білоруського фронту в часі наступу, котрий почався 4 вересня 1944 року, бої за плацдарм тривали до 19 жовтня. Існували плацдарми до січня 1945 року.
Плацдарми були захоплені та утримувалися військами 48-ї (командир — генерал Прокофій Романенко) та 65-ї армій (генерал Павло Батов).
Згідно радянських даних, тільки з 4 по 10 жовтня 1944 року нацистські втрати склали близько 20000 вбитими та 400 танків.
З радянської сторони тільки в Пултуську, Макуві-Мазовецькому, Клешевому, Гжанці у братських могилах поховано близько 17500 червоноармійців.
В подальшому Наревські плацдарми відіграли значну роль при початку Східно-Прусської операції.